# 在臺日本人
在臺日本人或日裔臺灣人，是指居留在台灣的日本公民或日僑。

## 統計
- 2009年根據日本外務省領事局統計在台人次為20373人，海外日本人口數第12名[2]。
- 2020年，根據日本外務省領事局統計在台人次為24552人，海外日本人口數第13名[3]。

## 歷史

### 早期
日本統治臺灣長達51年，對臺灣的影響既深且遠。灣生是臺灣日治時期在臺灣出生的日本人（此指原籍日本內地者）之稱呼，包括日臺通婚者所生下之子女。第二次世界大戰結束後，中華民國國民政府接管台灣，為儘早去除日本人之影響，一切工作以「去日本化」為前提。從1945年12月中旬至1946年4月間，包括灣生在內的大部分在臺日本人都被遣返回日本，僅留下部分具有專業技能者協助戰後復建。

### 2000年以後
2000年台灣電視節目《超級星期天》舉辦日本美少女選拔大賽，比賽結束後2001年與佐藤麻衣、高原朋子、五島千佳、千田愛紗組成四人女子團體 Sunday Girls。團體解散後佐藤麻衣、千田愛紗留在台灣演藝圈發展。
2020年代則以在台日籍Youtuber較為知名，但通常居住時間不定。日本Youtuber在台知名者如Iku老師、三原慧悟、吉田社長、TOMMY、高志、一樹、亞里沙、YUUKI、鈴木、阿部瑪利亞。

## 著名人士
- 坂井德章（湯德章），律師。
- 立石鐵臣，畫家。
- 森田一郎（蔣武童）：歌仔戲演員。
- 華加志，政治人物。
- 金城武，藝人。
- 愛紗，藝人。
- 佐藤麻衣，藝人。
- 夢多，藝人。
- 大久保麻梨子，藝人。
- 阿部瑪利亞，藝人、偶像、YouTuber。
- 矢板明夫，記者、時事評論員。
- 楊思敏：女演員，已入籍中華民國。